# Gasthof Zum Rautenkranz (Eilenburg)
Der Gasthof Zum Rautenkranz ist eine ehemalige Ausspanne in der Stadt Eilenburg. Das Gebäude in der Bergstraße 28, das in seiner äußeren Erscheinung auf die Mitte des 18. Jahrhunderts zurückgeht, dient heute als Wohnhaus. Es ist ein eingetragenes Kulturdenkmal in der Denkmalliste des Landesamtes für Denkmalpflege Sachsen.

## Geschichte
Eine erste urkundliche Erwähnung des Anwesens datiert aus dem 14. Jahrhundert. Damals befand sich auf dem Grundstück eine Schäferei, die Teil des aus einem Vorwerk hervorgegangenen Ritterguts Eilenfeld war, welches im Amt Eilenburg lag. Möglicherweise begann dort im 17. Jahrhundert der Bierausschank, so wie das in der Schäferei in Kültzschau (heute Eilenburg-Ost) der Fall war.
Die Kartusche über dem Eingangsportal weist die Jahreszahl 1743 aus. In diesem Jahr entstand das Gebäude in seiner heutigen Erscheinung durch Neubau oder erhebliche Umgestaltung eines unbekannten Vorgängerbaus. In der Folgezeit diente das Gebäude als Ausspanne für Fuhrleute an der Jahrhunderte alten Handelsstraße, die schon im Mittelalter als Via Regia Lusatiae Superioris das Rheinland und den Messeplatz Leipzig mit Schlesien verband.
Sowohl die preußische Oberpostdirektion in Merseburg, als auch die sächsische Oberpostdirektion in Leipzig bestimmten den Gasthof Rautenkranz im Mai 1852 als Haltestation für zusteigende Fahrgäste im Postverkehr zwischen Eilenburg und Leipzig. Noch bis in die DDR-Zeit hinein blieb die Haltestelle Rautenkranz Station im Kraftpost- und später im volkseigenen Kraftverkehr von und nach Leipzig. Die Funktion als Gasthaus verlor das Gebäude schon eher. Nach der Wende 1989/1990 wurde das Gebäude von der Sparkasse Delitzsch-Eilenburg gekauft, saniert und diente etwa zehn Jahre als Bankfiliale. Der ehemalige Gasthof ist heute ein Wohnhaus.

## Architektur
Das Gebäude befindet sich im Eilenburger Stadtteil Berg an der Bergstraße in Ecklage zur Brunnerstraße. Ursprünglich in offener Bebauung errichtet, verfügt das Gebäude heute über einen westlichen eingeschossigen Anbau, der den Lückenschluss zur weiteren Straßenrandbebauung in der Bergstraße darstellt. Das dreigeschossige Gebäude besitzt einen rechteckigen Grundriss. Die straßenseitige Fassade ist symmetrisch gestaltet. Das in der Mittelachse gelegene in Sandstein gerahmte Eingangsportal mit zweiflügeliger Holztür wird von einem Segmentbogen überspannt. Darüber befindet sich eine ebenfalls sandsteinerne Kartusche mit dem Relief eines bekrönten Rautenkranzes. Darunter weist die Jahreszahl 1743 auf die Entstehungszeit hin. Die ursprüngliche Fassadengestaltung, die der vertikalen Betonung durch die Fensterbänder eine horizontale Gliederung entgegensetzte, wurde bei der Sanierung Anfang der 1990er Jahre durch eine zeitgenössische gleichmäßige Putzfassade ersetzt.
Das Gebäude wird von einem Krüppelwalmdach bedeckt. Straßen- und hofseitig verfügt das Dach über je drei Fledermausgauben, die ebenfalls symmetrisch angeordnet sind.